# ピラタス B4
ピラタス B4-PC11
- 用途：グライダー
- 分類：クラブクラス,曲技飛行,練習機
- 設計者：Ingo Herbst, Manfred Küppers and Rudolf Reinke
- 製造者：ピラタス、日本飛行機
- 初飛行：

  - 1966年11月7日(原型機Basten B-4)
  - 1972年5月5日(ピラタスB4-PC11)[1]
  - 1979年11月25日(日飛ピラタスB4-PC11AF)[2]
- 生産数：322機(ピラタス製)+13機(日本飛行機製)
- 生産開始：

  - 1972年(ピラタスB4-PC11)
  - 1979年6月1日(日飛ピラタスB4-PC11AF)[2]
- 運用状況：運用中

ピラタス B4-PC11(Pilatus B4-PC11)(ピラタス機種番号系列のPC-11としても知られる)は、1970年代にスイスのピラタス・エアクラフトにより製造された全金属製グライダーである。少数ながら日本飛行機でもライセンス生産され、日本飛行機製の機体は日飛ピラタス B4-PC11(Nippi Pilatus B4-PC11)としても知られる。

## 機体
B4-PC11は、T字尾翼をもつ曲技飛行および訓練に対応した全金属製単座グライダーである。FAIスタンダードクラスの仕様に合致するように設計されたため、主翼は翼幅15メートルでフラップを持たない。エアブレーキは、両翼の上面に設けられている。構造は、主翼リブの一部および尾翼リブには硬質PVC発泡材が用いられている。

## 開発史
本機の設計は、Firma Rheintalwerke G. Basten社で原型機となる2機のB-4が製造された1960年代に端を発する。当初の名称B-4の"B"はBasten社に由来する。 設計者はIngo Herbst、Manfred Küppers、Rudolf Reinkeであった。原型機による初飛行は1966年11月7日に行われたが、量産は開始されなかった。
1972年、ピラタスはB-4の製造ライセンスを購入し、名称をB4-PC11に変更した。同年春には量産初号機(製造番号HB-1100)が初飛行を行った。B4-PC11は一部の曲技飛行が禁止されていたが、1975年には全ての曲技飛行を可能とする改良が施されたB4-PC11AおよびB4-PC11AFがスイス連邦民間航空局から型式証明を取得した。
1978年、ピラタスはPC-6やPC-7の生産に注力するため、日本飛行機に製造ライセンスを売却した。製造ライセンスの売却までに、ピラタスによって322機のB4-PC11シリーズが生産された。日本飛行機でライセンス生産された機体は、1980年に航空局から型式証明を取得し、日飛ピラタスB4と識別されている。日本飛行機での製造数は13機のみだったが、日飛B4Tと名付けられた複座型を試作し、1983年に飛行させている。
その後、1994年にEWMS Technomanagement GmbHがB4-PC11の製造権と保守権を購入した。EWMS Technomanagementは、1994年にスイスで設立され、古いB4-PC11の再生およびアップグレードに特化していた。加えて、B4-PC11のモーターグライダー化も手がけたが、2024年に解散した。

## 派生型
B4-PC11いくつかの曲技飛行が可能。背面宙返りの他、フリップ、スナップなどの機動は禁止。B4-PC11は固定脚、引込脚いずれも利用可能。
B4-PC11A背面宙返りができるように開発され、より高いGまで耐えることができる。
B4-PC11AF1975年発表。全ての曲技飛行が可能。日本飛行機で製造された機体もこの型である。
日飛B4T日本飛行機で試作された複座型。1983年に飛行。日本飛行機から帝京大学へ寄贈され、教材となっている。
Lynch B4M1オーストラリアのJohn F. Lynchによってモーターグライダーに改造された機体。出力17.9 kW (24.0 hp)のKönig SC 430エンジン搭載。
B4-PC11とB4-PC11A型/AF型の構造上の変更点は、胴体内に追加のリブを設けていることで、それに加えてAF型ではねじり剛性を増している。操縦系統では、操縦桿可動域の変更と方向舵の短縮によって、昇降舵の舵角をより大きく取れるように改修されている。

## 性能・諸元
出典: Jane's All the World's Aircraft 1987–88、APPROVED FILGHT MANUAL and OPERATIING MANUAL
諸元
- 乗員: 1
- 全長: 6.57 m （21 ft 6.66 in）
- 全高: 1.57 m （5 ft 1.81 in）
- 翼幅: 15.0 m（49 ft 2.55 in）
- 翼面積: 14.05 m2 （151.23 sq ft）
- 翼型: NACA 643618
- 空虚重量: 230 kg （510 lb）
- 最大離陸重量: 350 kg （770 lb）
- アスペクト比: 16.0

性能
- 超過禁止速度: 240 km/h （150 mph;130 kn）
- 失速速度: 61 km/h （38 mph;33 kn）
- 翼面荷重: 24.90 kg/m2 （5.10 lb/sq ft）
- 制限荷重倍数:

B4-PC11+6.32 -4.32
B4-PC11A/AF+7.00 -4.79
- 最小沈下率: 0.63 m/s (124.0 ft/min)@76 km/h;47 mph;41 kn
- 最良滑空比: 35:1 @85 km/h;53 mph;46 kn (Idafliegによる測定値：30)